# Lord-lieutenant du Kinross-shire
Pour les articles homonymes, voir Kinross (homonymie).
Ceci est une liste de personnes qui ont servi comme lord-lieutenant du Kinross-shire L'office a été supprimé en 1975, et remplacé par le lord-lieutenant du Perth and Kinross.
- George Graham 17 mars 1794 – 18 décembre 1801
- William Adam 30 janvier 1802 – 17 février 1839
- Sir Charles Adam 28 mars 1839 – 16 septembre 1853
- Sir Graham Graham-Montgomery, 3e baronnet 7 août 1854 – 2 juin 1901
- Henry Moncreiff, 2e baron Moncreiff 18 juillet 1901 – 3 mars 1909[1]
- Sir Charles Adam, 1er Baronnet 26 mars 1909 – 1911
- John James Moubray 9 novembre 1911 – 21 octobre 1928
- Alexander Price Haig 6 décembre 1928 – 1934
- Sir Henry Purvis-Russell-Montgomery, 7e baronnet 8 mars 1934 – 1937
- James Avon Clyde, Lord Clyde 9 mars 1937 – 16 juin 1944
- Henry Keith Purvis-Russell-Montgomery 9 octobre 1944 – 1er octobre 1954
- Charles Keith Adam 15 janvier 1955 – 1966
- Robert Christie Stewart 27 mai 1966 – 1974
- Sir David Butter 12 juin 1974 – 1975
- Butter est devenu lord-lieutenant du Perth and Kinross